# Dianthus cintranus
Dianthus cintranus é uma espécie de planta com flor pertencente à família Caryophyllaceae.
A espécie foi descrita por Pierre Edmond Boissier e George François Reuter e publicada em Pugill. Pl. Afr. Bor. Hispan. 20 1852.

## Distribuição
Pode ser encontrada no Norte de África, nomeadamente na Argélia, Marrocos e Tunísia e no Sudoeste europeu, nomeadamente em Espanha e Portugal.

## Sinonímia
A base de dados GRIN Taxonomy for Plants indica a seguinte sinonímia:
- Dianthus anticarius Boiss. & Reut. - Dianthus cintranus subsp. cintranus
- Dianthus byzacenus Burollet - Dianthus cintranus subsp. byzacenus
- Dianthus charidemi Pau - Dianthus cintranus subsp. charidemi
- Dianthus gaditanus Boiss. - Dianthus cintranus subsp. cintranus
- Dianthus gaditanus subsp. atrosanguineus Emb. & Maire - Dianthus cintranus subsp. atrosanguineus
- Dianthus gaditanus subsp. jahadniezii Maire - Dianthus cintranus subsp. jahandiezii
- Dianthus gaditanus var. maroccanus F. N. Williams - Dianthus cintranus subsp. maroccanus
- Dianthus gaditanus subsp. mentagensis Maire - Dianthus cintranus subsp. mentagensis
- Dianthus gaditanus subsp. occidentalis Quézel - Dianthus cintranus subsp. occidentalis
- Dianthus mauritanicus Pomel - Dianthus cintranus subsp. mauritanicus
- Dianthus multiceps Costa ex Willk. - Dianthus cintranus subsp. multiceps

## Subespécies
A base de dados GRIN Taxonomy for Plants indica as seguintes subespécies:
- Dianthus cintranus subsp. atrosanguineus
- Dianthus cintranus subsp. barbatus
- Dianthus cintranus subsp. byzacenus
- Dianthus cintranus subsp. charidemi
- Dianthus cintranus subsp. cintranus
- Dianthus cintranus subsp. jahandiezii
- Dianthus cintranus subsp. maroccanus
- Dianthus cintranus subsp. mauritanicus
- Dianthus cintranus subsp. mentagensis
- Dianthus cintranus subsp. multiceps
- Dianthus cintranus subsp. occidentalis

Em Portugal ocorrem 2 subespécies, apenas no continente:
- Dianthus cintranus Boiss. & Reut. subsp. barbatus R.Fern. & Franco - Centro-Oeste de Portugal Continental
- Dianthus cintranus Boiss. & Reut. subsp. cintranus - Serra de Sintra

A primeira não se encontra protegida por legislação portuguesa/da Comunidade Europeia. A segunda encontra-se protegida pelos anexos II e IV da Directiva Habitats. As duas são endemismos de Portugal continental.